# Thalassinidea
Infra-ordre
Thalassinidea est un infra-ordre de crustacés décapodes.
Attention, ce groupe n'est plus considéré comme valide par World Register of Marine Species, remplacé par Gebiidea et Axiidea.

## Liste des super-familles
Selon ITIS (10 décembre 2014) :
- super-famille Axioidea Huxley, 1879
- super-famille Callianassoidea Dana, 1852
- super-famille Thalassinoidea Latreille, 1831